# ألكسندر شيليغا
ألكسندر شيليغا (بالإيطالية: Aleksander Šeliga) (مواليد 1 فبراير 1980 في سيلي) لاعب كرة قدم سابق سلوفيني في مركز حراسة المرمى. لعب لصالح نادي سبارتا روتردام الهولندي .

## روابط خارجية
- ألكسندر شيليغا على موقع الاتحاد الدولي (مؤرشف)  (الإنجليزية)
- ألكسندر شيليغا على موقع الاتحاد الأوربي (الإنجليزية)
- ألكسندر شيليغا على موقع إي إس بي إن إف سي (الإنجليزية)
- ألكسندر شيليغا على موقع قاعدة بيانات كرة القدم.إي يو (الإنجليزية)
- ألكسندر شيليغا على موقع ناشيونال فوتبول تيمز (الإنجليزية)
- ألكسندر شيليغا على موقع عالم كرة القدم.نت (الإنجليزية)